# 학사 며느리
"학사 며느리"는 1967년 공개된 대한민국의 영화이다.

## 배역
- 신성일
- 남정임
- 주연
- 어윤길
- 최남현
- 황정순
- 정애란
- 김난영
- 김희갑